# نوفوكيوبانسك

المدينة بالنسبة لخريطة روسيا

نوفوكيوبانسك (بالروسية: Новокубанск) هي إحدى مدن روسيا في الكيان الفدرالي الروسي كراسنودار كراي.